# پیرالقیر
پیرالقیر روستایی در ۹ کیلومتری اردبیل است که جز [شهرستان اردبیل ، دهستان بالغلو ، ، روستای پیرالقیر ]واقع شده است.در اردبیل تلفظ نام روستا آلقیر میباشد.

## جمعیتتاریخی
بر اساس سرشماری سال ۱۳۹۵ جمعیّت این روستا ۳۱۹ نفر ۹۴ خانوار بوده‌است.